# گشناسب آذر
گشناسب آذر (پارسی میانه: Gošnasp Ādur) یکی از دبیران شاهنشاهی ساسانی در سده پنجم میلادی در زمان حکومت یزدگرد یکم بود. او دبیر ارتش بود و با مرگ شاهنشاه در سال ۴۲۰، در توطئه اشراف شرکت کرد و با جلوگیری از جانشینی پسران شاهنشاه، خسرو زورستان را به تخت نشانید. او دبیر بهرام گور نیز بود.